# بیمارستان امام حسین (تهران)
بیمارستان امام حسین زیرمجموعه دانشگاه علوم پزشکی شهید بهشتی  است و این مرکز در تهران، خیابان شهید مدنی جنوبی بالاتر از سه راه شهید قجاوند واقع شده‌است. بیمارستان تخصصی و فوق تخصصی ۵۶۴ تختخوابی امام حسین به منظور تأمین بخشی از نیازهای درمانی ایران، در اوایل سال ۱۳۶۴ افتتاح گردید. در حال حاضر این مرکز دارای تخصص‌های داخلی، جراحی عمومی، جراحی مغز و اعصاب، قلب و عروق، عفونی، گوارش، زنان و زایمان، اطفال، چشم پزشکی، ارتوپدی، روانپزشکی، دیالیز، آی سی یو ,نورولوژی , فک و صورت , اورژانس , رادیوتراپی و بخش‌های پاراکلینیکی می‌باشد. کل مساحت در حدود ۵۹۰۰۰ مترمربع و کل زیربنای آن ۵۲۰۰۰ مترمربع است. همچنین این مرکز دارای ۵۶۴ تخت ثابت می‌باشد.